# Fred Clark
Pour les articles homonymes, voir Clark.
Frederick Leonard Clark est un acteur américain né le 19 mars 1914 à Lincoln, en Californie, et mort le 5 décembre 1968 à Santa Monica, en Californie (États-Unis).

## Filmographie
- 1947 : Le crime était presque parfait (The Unsuspected) de Michael Curtiz : Richard Donovan
- 1947: Et tournent les chevaux de bois (Ride the Pink Horse) de Robert Montgomery : Frank Hugo
- 1948 : Massacre à Furnace Creek (Fury at Furnace Creek) d'H. Bruce Humberstone : Bird
- 1948 : Hazard (en) de George Marshall : Lonnie Burns
- 1948 : Monsieur Peabody et la Sirène (Mr. Peabody and the Mermaid) d'Irving Pichel : Basil le majordome
- 1948 : Deux Gars du Texas (Two Guys from Texas) de David Butler : Dr Straeger
- 1948 : La Proie (Cry of the City) : Lt Collins
- 1949 : Un pacte avec le diable (Alias Nick Beal) : Frankie Faulkner
- 1949 : The Younger Brothers : Daniel Ryckman
- 1949 : Boulevard des passions (Flamingo Road) : Doc Waterson
- 1949 : Horizons en flammes (Task Force)
- 1949 : L'enfer est à lui (White Heat) : Daniel Winston ('The Trader')
- 1949 : The Lady Takes a Sailor : Victor Santell
- 1950 : Le Cavalier au masque (Return of the Frontiersman) : Ryan
- 1950 : L'Aigle et le Vautour : Basil Danzeeger
- 1950 : Boulevard du crépuscule (Sunset Blvd.) : Sheldrake
- 1950 : Gare au percepteur (The Jackpot) : Mr. Woodruff
- 1950 : Mrs. O'Malley and Mr. Malone : Inspector Tim Marino
- 1951 : Le Môme boule-de-gomme (The Lemon Drop Kid) : Moose Moran
- 1951 : Hollywood Story (en) de William Castle : Sam Collyer
- 1951 : Une place au soleil (A Place in the Sun) : Bellows, defense attorney
- 1951 : Folies de Broadway (Meet Me After the Show) de Richard Sale : Timothy 'Tim' Wayne
- 1952 : Three for Bedroom C : Johnny Pizer
- 1952 : Un grand séducteur (Dreamboat) : Sam Levitt
- 1953 : Les étoiles chantent (The Stars Are Singing) de Norman Taurog  : McDougall
- 1953 : Amour, Délices et Golf (The Caddy) : Mr Baxter aka Old Skinhead
- 1953 : Il y aura toujours des femmes (Here Come the Girls) : Harry Fraser
- 1953 : Comment épouser un millionnaire (How to Marry a Millionaire) de Jean Negulesco : Waldo Brewster
- 1954 : C'est pas une vie, Jerry (Living It Up) : Oliver Stone
- 1955 : Deux Nigauds et les flics (Abbott and Costello Meet the Keystone Kops) : Joseph Gorman, aka Sergei Toumanoff
- 1955 : Papa longues jambes (Daddy Long Legs) : Griggs
- 1955 : Deux Filles en escapade (How to Be Very, Very Popular) de Nunnally Johnson : B.J. Marshall
- 1955 : Condamné au silence (The Court-Martial of Billy Mitchell) : Col. Moreland
- 1956 : Immortel Amour de Rudolph Maté : Steven Jalonik
- 1956 : Millionnaire de mon cœur (The Birds and the Bees) : Mr. Hamilton
- 1956 : Une Cadillac en or massif (The Solid Gold Cadillac) de Richard Quine : Clifford Snell
- 1956 : Les Échappés du néant (Back from Eternity), de John Farrow : Crimp
- 1957 : Joe Butterfly : Col. E.E. Fuller
- 1957 : Kidnapping en dentelles (The Fuzzy Pink Nightgown) : le sergent McBride
- 1957 : Prenez garde à la flotte (Don't Go Near the Water) : Lt. Cmdr. Clinton T. Nash
- 1958 : Mardi Gras d'Edmund Goulding : Curtis
- 1958 : Ma tante (Auntie Mame) : Dwight Babcock
- 1959 : Comment dénicher un mari (The Mating Game) de George Marshall : Oliver Kelsey
- 1959 : Tout commença par un baiser (It Started with a Kiss) de George Marshall : Maj. Gen. O'Connell
- 1960 : Larmes de joie (Risate di gioia) de Mario Monicelli : L'américain
- 1960 : Mince de planète (Visit to a Small Planet) : General Roger Putnam Standing
- 1960 : Un numéro du tonnerre (Bells Are Ringing) : Larry Hastings
- 1960 : Les Incorruptibles (série télévisée),  La Petite Égypte
- 1961 : À huis clos (A porte chiuse) de Dino Risi  : Xatis, il procuratore generale
- 1961 : La Moglie di mio marito : Mr Bietti
- 1961 : My Darling Judge (TV)
- 1962 : Garçonnière pour quatre (Boys' Night Out) : Mr Bohannon
- 1962 : Aventures de jeunesse : Mr Turner
- 1962 : Zotz! de William Castle : Gen. Bullivar
- 1963 : Rockabye the Infantry (TV) : Colonel Tyler
- 1963 : Les Saintes Nitouches de Pierre Montazel
- 1963 : Pousse-toi, chérie (Move Over, Darling) : Mr. Codd (hotel manager)
- 1964 : Les Maléfices de la momie (The Curse of the Mummy's Tomb) : Alexander King
- 1965 : L'Encombrant Monsieur John (John Goldfarb, Please Come Home) de J. Lee Thompson : Heinous Overreach (chef de la CIA)
- 1965 : Deux Cinglés à l'armée (Sergeant Dead Head) de Norman Taurog  : Gen. Rufus Fogg
- 1965 : When the Boys Meet the Girls d'Alvin Ganzer : Bill Denning
- 1965 : Dr. Goldfoot and the Bikini Machine de Norman Taurog : Donald J. Penney
- 1966 : Deux Bidasses et le Général (Due marines e un generale) de Luigi Scattini : Général Zacharias
- 1968 : I Sailed to Tahiti with an All Girl Crew (en) de Richard L. Bare : 'Generous' Josh
- 1968 : The Face of Eve de Jeremy Summers : John Burke
- 1968 : Skidoo d'Otto Preminger : un gardien
- 1968 : Le Cheval aux sabots d'or (The Horse in the Gray Flannel Suit) de Norman Tokar : Tom Dugan
- 1971 : Eddie (TV) de Hy Averback : Chef Pike

## Liens externes

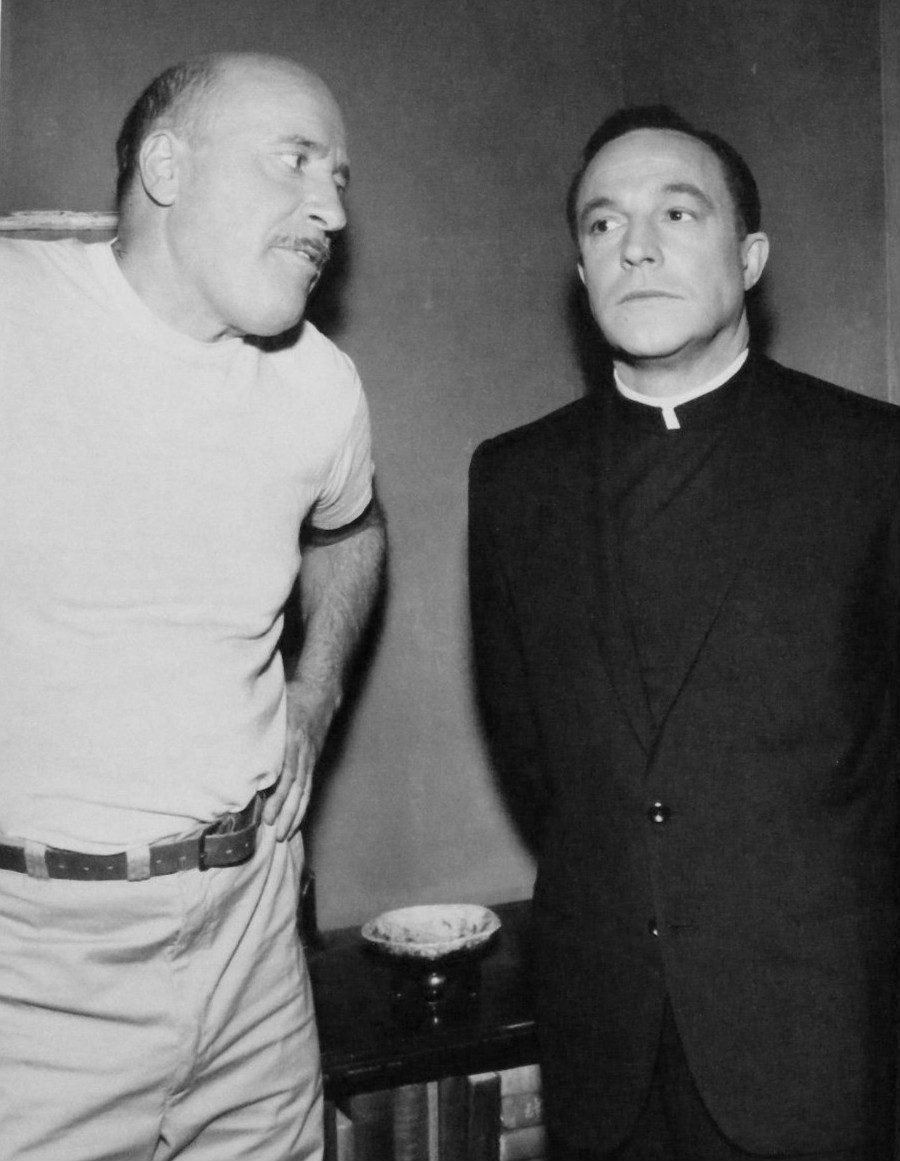
Fred Clark et Gene Kelly